# Вид сверху лучше
«Вид сверху лучше» (англ. View from the Top) — романтическая комедия с участием Гвинет Пэлтроу, Кристины Эпплгейт и Майка Майерса. Премьера состоялась 21 марта 2003 года в США. Фильм снял бразильский режиссёр Бруну Баррету.
Фильм собирались выпустить к Рождеству 2002 года. Но после событий 11 сентября 2001 года студия решила отложить комедию на тему самолётов и авиалиний. Гвинет Пэлтроу назвала комедию «ужасной» и признала, что снималась в ней только ради гонорара.

## Сюжет
Донна Дженсон — девушка из маленького города, которую всегда привлекало небо и самолёты, и она мечтала стать стюардессой. Вскоре Донна получает работу на местных авиалиниях и всё свободное время читает автобиографическую книгу известной стюардессы Салли Вестон.
Некоторое время спустя она решает попробовать себя в крупной и известной авиакомпании и убеждает свою лучшую подругу Кристину поехать вместе с ней. В авиакомпании они посещают летние курсы, тогда же Донна знакомится со своим кумиром Салли Вестон, которая помогает ей настроить себя на первый класс международных авиалиний. Но когда становятся известны результаты тестов, Донна с удивлением обнаруживает, что её отправили на пригородный маршрут в Кливленд. Позже оказывается, что Кристина подменила номер на бланках, и её тест приняли за тест Донны, таким образом Кристину отправляют в Нью-Йорк.
Донна работает на местных авиалиниях, решив попытаться сдать экзамены через год. В Кливленде она встречает будущего юриста Теда Стюарта и переезжает к нему, встречая Рождество с его семьёй. Позже Донна идёт к Салли Вестон, уверенная в том, что с её тестом произошла ошибка. Салли проверяет Кристину и обнаруживает, что та крадёт вещи и спиртные напитки для пассажиров. В конечном счёте Донна добивается переэкзаменовки и набирает максимальные 100 баллов, что является лучшим результатом за 7 лет. Однако теперь ей предстоит выбрать между Тедом и карьерой. Донна выбирает карьеру и получает всё, о чём мечтала: «Париж, первый класс, международный», но вскоре понимает, что по-прежнему несчастлива. Донна скучает по Теду и возвращается в Кливленд. Приехав к нему домой, она делится с ним своими переживаниями, и он прощает её. Фильм заканчивается тем, что Донна, уже в качестве пилота, говорит пассажирам: «Добро пожаловать домой».

## В ролях
| Актёр              | Роль                                     |
| ------------------ | ---------------------------------------- |
| Гвинет Пэлтроу     | Донна Дженсон                            |
| Кристина Эпплгейт  | Кристина Монтгомери                      |
| Марк Руффало       | Тед Стюарт                               |
| Кэндис Берген      | Салли Вестон                             |
| Джошуа Малина      | Ренди Джонс стюард на местных авиарейсах |
| Келли Престон      | Шери                                     |
| Роб Лоу            | Стив Бенч второй пилот                   |
| Майк Майерс        | Джон Уитни инструктор «Роэлти Эйрлайнс»  |
| Марк Блукас        | Томми Боулэй первый парень Донны         |
| Стейси Деш         | Анджела Сеймона                          |
| Джон Полито        | Рой Роби директор «Сьерра Эйрлайнс»      |
| Кончетта Томеи     | миссис Стюарт                            |
| Робин Питерсон     | мать Донны                               |
| Надя Дажани        | Пейдж                                    |
| Джон Фрэнсис Дэйли | Родни сводный брат Донны                 |
| Присцилла Тейлор   | Джанетт                                  |